# Ana Katarina Zrinski
Grofica Ana Katarina Zrinski, rođ. Frankapan (Bosiljevo, oko 1625. – Graz, 16. studenoga 1673.), bila je hrvatska književnica i diplomatkinja, velikašica iz obitelji Zrinski. Bila je poznata kao mecena i kao prva žena u banskoj Hrvatskoj koja se bavila ne samo prevođenjem, nego je i sama pisala književne tekstove.

## Životopis
Ana Katarina Zrinski rođena je Bosiljevu, oko 1625. godine. Kći je Vuka II. Krste Frankapana Tržačkoga i Uršule Innhofer, Vukove druge supruge, polusestra Frana Krste Frankapana, te supruga Petra IV. Zrinskog. U očevoj je kući u obitelji Frankapan dobila temeljito obrazovanje. Od majke (Njemice) je naučila njemački, a poslije još mađarski, latinski i talijanski jezik. Katarina Zrinski je isto kao u očinskoj kući i u kući svoga muža imala na raspolaganju bogatu knjižnicu. U Ozlju je 1660. godine napisala molitvenik Putni tovaruš, a zatim ga 1661. godine tiskala u Mlecima i darovala pavlinu Ivanu Belostencu. Krajem 20. stoljeća novinar i kolekcionar Gerhard Ledić pronašao je njezin rukopis pjesama i darovao ga Nacionalnoj i sveučilišnoj knjižnici u Zagrebu, 1991. godine, a priredio ga je za tisak akademik Josip Bratulić (Pjesmarica Ane Katarine Zrinske, Matica hrvatska, 2014.).
Katarina i Petar IV. imali su četvero djece: Ivana IV. Antuna Baltazara (1651. – 11. studenoga 1703.), Jelenu (1643. – 18. veljače 1703.), Juditu Petronilu (1652. – 1699.) i Auroru (Zoru) Veroniku (1658. – 19. siječnja 1735.). Ivan IV. Antun nakon sloma urote morao je prihvatiti prezime Gnade. Nakon kraće vojničke karijere bio je osumnjičen za veleizdaju, zatvoren u Ratteburgu u Tirolu i Schlossbergu u Grazu, gdje je nakon 20 godina provedenih po austrijskim tamnicama i umro 1703. godine. Jelena se udala u Mađarsku za Franju Rákóczija, erdeljskog kneza, a drugi put kao udovica za Emerika (Mirka) Thökölyja. Judita Petronila i Aurora (Zora) Veronika završile su život u samostanima. Judita Petronila bila je opatica Sv. Klare u Zagrebu, a Aurora (Zora) Veronika opatica uršulinka u Celovcu.
Odlučno je podržavala protuhabsburšku politiku svoga supruga i u vrijeme Zrinsko-frankopanske urote, u kojoj je od početka aktivno sudjelovala, obavljala je povjerljive misije. Zbog znanja više stranih jezika bila im je pregovaračica s Mletačkom Republikom, francuskim veleposlanstvom u Beču i predstavnicima poljskoga dvora. Spisi suvremenika, nastali nakon gušenja urote, prikazuju je kao njezina začetnika i pokretača. Slomom urote dospjela je u nemilost bečkoga dvora, uhićena je i odvedena u Bruck an der Mur (Bruck na Muri nedaleko od Graza).
Golemi imutak Zrinskih djelomice je razgrabljen, a djelomice zaplijenjen. Lišena svega Katarina je 15. srpnja 1670. godine s kćeri Aurorom (Zorom) Veronikom, uz oružanu pratnju, napustila Čakovec. Prvotno bile su u nekoj gostionici, a potom u privatnoj kući. U veljači 1672. godine premještena je u samostan sestara dominikanki u Grazu, a kći Aurora (Zora) Veronika u Celovac (Klagenfurt) u samostan sestara uršulinki.
Umrla je pomračena uma 1673. godine u samostanu sestara dominikanki u Grazu. Pokopana je u kripti crkve sestara dominikanki u Grazu.
Hrvatska banica, Katarina Zrinski, njezin rodoljubni život i tragičan svršetak bio je poznat svima najviše po romanu Eugena Kumičića Urota Zrinsko-Frankopanska.

## Galerija
| Kip grofice Ane Katarine kao dio spomenika pod nazivom "Oproštaj" u Čakovcu | Tekst s potpisom Petra Zrinskog o "Knjizi sjećanja" (u izvorniku "Libar od spominka") koju je napisala Ana Katarina | Knjiga "Majka Katarina" autora dra Zvonimira Bartolića o grofici-književnici | Oproštaj Petra i Katarine Zrinski u Čakovcu 1670. godine. Autor: Oton Iveković (1897.) | Izvorna naslovna stranica "Putnog tovaruša" tiskanog u Mletcima 1661. godine |

## Poveznice
- Frankapani
- Jelena Zrinski

## Vanjske poveznice
- Lucija Benyovsky, Društvo Katarina grofica Zrinski, Hrvatska revija, br. 3, 2007.
- Putni tovarus / vnogimi lipimi, nouimi i pobosnimi molituami iz nimskoga na heruaczki jezik isztomachen i spraulyen po meni groff Frankopan Catharini goszpodina groffa Petra Zrinszkoga hisnom touarussu, digitalna.nsk.hr
- Dobrila Zvonarek, Ana Katarina Zrinski i njezin „Putni tovaruš“: spoj pučke pobožnosti i barokne književnosti, nsk.hr, 10. srpnja 2024.
- Zrinski. Hrvatska enciklopedija, mrežno izdanje. Leksikografski zavod Miroslav Krleža, 2013. – 2025.